# Diopsiulus giffardi
Diopsiulus giffardi är en mångfotingart som beskrevs av Filippo Silvestri 1916. Diopsiulus giffardi ingår i släktet Diopsiulus och familjen Stemmiulidae. Inga underarter finns listade i Catalogue of Life.